# アーロン・ネヴィル
アーロン・ネヴィル (Aaron Neville、1941年1月24日 - ) は、米国ルイジアナ州ニューオーリンズ出身のR&Bシンガー。ネヴィル・ブラザーズのメンバーの一人として知られるが、メンバーの中では最も早くからソロ・アーティストとしても成功を収めている。ヨーデルを彷彿させる甘い独特な美声を持つ。アイヴァン・ネヴィルの父親である。

## 来歴
ネヴィル四兄弟の三番目としてニューオーリンズに生まれた。ドリフターズ、プラターズなどに影響を受けたアーロンは、ヴォーカル・グループのアヴァロンズで2年ほど活動した後、兄のアートのホーケッツでも活動した。
1960年、ミニット・レコードより"Over You"でソロ・デビュー。これがR&Bチャートの21位を記録するヒットとなった。同レーベルではアラン・トゥーサンのプロデュースの下で1962年までレコーディングを重ねた。1967年には、ミニット音源がLPLike It 'Tisとしてリリースされている。
アーロンの最大のヒットとなったのは、ミニットを離れたのち、パーロ・レーベルから1966年に放ったシングル"Tell It Like It Is"であった。翌1967年、R&Bチャートのトップに輝き、ポップ・チャートでも2位を記録している。
このヒットで勢いに乗るかに見えたが、この後パーロからのヒットは続かなかった。この後アーロンは、弟シリルとともにソウル・マシーンを結成し活動するかたわら、インスタント、マーキュリーなどにレコーディングをした。
1977年、アート、チャールズ、シリルらとともにネヴィル・ブラザーズを結成し活動を開始した。これ以降もグループでの活動と平行して、ソロ活動も続けている。
1989年には、リンダ・ロンシュタットのアルバムCry Like a Rainstorm, Howl Like the Windに参加。このアルバムに収録された"Don't Know Much"、"All My Life"の2曲がそれぞれ1990年、1991年のグラミー賞ベスト・デュオ賞を受賞した。
1991年、ロンシュタットのプロデュースによりA&Mレコードからの第一弾、Warm Your Heartをリリース。以後同レーベルからは、計5枚のアルバムをリリースしている。また、1992年にはケニー・GのアルバムBreathlessに収録された"Even If My Heart Would Break"にゲスト参加しており、この曲は同年公開の映画『ボディガード』のサウンドトラックで使用された。
2005年のハリケーン・カトリーナによってニューオーリンズの自宅が全壊し、アーロンはナッシュヴィルへと避難した。カトリーナ後のニューオーリンズの汚染された空気が持病の喘息に悪影響を与えるとの医師の判断から、アーロンはしばらくニューオーリンズに戻らなかった。その後、2008年のニューオーリンズ・ジャズ&ヘリテッジ・フェスティバルにおけるネヴィル・ブラザーズ公演で故郷への凱旋を果たした。
2013年1月、ドン・ウォズとキース・リチャーズの共同プロデュースによるブルーノート・レコード移籍第1弾アルバム『マイ・トゥルー・ストーリー』を発表。

## ディスコグラフィー
- 1967年 Like It 'Tis (Minit)
- 1967年 Tell It Like It Is (Parlo)
- 1985年 Orchid in the Storm (Passport)
- 1991年 Warm Your Heart (A&M)
- 1993年 Aaron Neville's Soulful Christmas (A&M)
- 1993年 The Grand Tour (A&M)
- 1995年 Tatooed Heart (A&M)
- 1997年 To Make Me Who I Am (A&M)
- 2000年 Devotion (Chordant)
- 2003年 Believe (Tellit)
- 2003年 The Nature Boy - The Standards Album (Verve)
- 2005年 Christmas Gospel (EMI)
- 2006年 Mojo Soul (Music Avenue)
- 2006年 Bring It on Home... The Soul Classics (Burgundy)
- 2010年 I Know I've Been Changed (EMI Gospel)
- 2013年 My True Story (Blue Note)
- 2016年 Apache (Tell It Records)